# Alexandria Airlines
Alexandria Airlines — єгипетська авіакомпанія зі штаб-квартирою в Каїрі.

## Напрямки
| Країна            | Місто          | Аеропорт      | Примітки        | Refs  |
| ----------------- | -------------- | ------------- | --------------- | ----- |
| Єгипет            | Александрія    | Александрія   | Хаб             | [ 2 ] |
| Єгипет            | Каїр           | Каїр          |                 | [ 3 ] |
| Єгипет            | Шарм-ель-Шейх  | Шарм-ель-Шейх | Сезонний чартер | [ 4 ] |
| Йорданія          | Амман          | Амман         |                 | [ 2 ] |
| Кувейт            | Кувейт (місто) | Кувейт        |                 | [ 2 ] |
| Марокко           | Касабланка     | Касабланка    | Сезонний чартер | [ 4 ] |
| Марокко           | Марракеш       | Марракеш      | Сезонний чартер | [ 4 ] |
| Марокко           | Танжер         | Танжер        | Сезонний чартер | [ 4 ] |
| Саудівська Аравія | Джидда         | Джидда        |                 | [ 5 ] |

## Флот
Станом на квітень 2022
| Тип            | В обслуговуванні | Замовлення | Пасажири | Пасажири | Пасажири | Пасажири | Примітки |
| Тип            | В обслуговуванні | Замовлення | F        | C        | Y        | Всього   | Примітки |
| -------------- | ---------------- | ---------- | -------- | -------- | -------- | -------- | -------- |
| Boeing 737-500 | 1                | —          | —        | —        | 121      | 121      |          |
| Boeing 777-300 | 1                | —          | 12       | 42       | 310      | 367      |          |
| Всього         | 2                | —          |          |          |          |          |          |